# 别府大学短期大学部
别府大学短期大学部（日语：／ Beppu Daigaku Tanki Daigakubu *），简称别短，是一所位于日本大分县别府市的私立短期大学。

## 概要

### 简介
- 短期大学为于1954年开办[1]、由学校法人佐藤学园经营。男女同校[2]。

### 历史
- 1954年 别府大学短期大学部成立并同时设置两个学科即商科、生活科[1]。
- 1962年 初等教育科成立[1]。
- 1964年 英文科成立[1]。
- 1968年 英文科变更为英语科[3]。
- 1975年 商科变更为商经科[3]。
- 1989年 专科福利专攻成立[1]。
- 1990年 生活科分离为两个专攻生活文化专攻和食物营养专攻[3]。
- 1994年 生活科变更为生活文化科[1]。
- 1995年 食物营养科成立[1]。
- 1996年 专科两个专攻即商经专攻、初等教育专攻成立[1]。
- 2000年 英语科变更为英语沟通学科。一个学科即生活文化科招生最后。
- 2001年 商经科变更为经营信息文化科[1]。
- 2002年 今年4月商经专攻停办[4]。今年12月19日生活文化科正式停办[3]。
- 2003年 两个学科即英语沟通学科和经营信息文化科招生最后、次年各自合并为地区总合科学科[1]。
- 2004年 保育科成立[1]。
- 2006年 今年3月31日两个学科即英语沟通学科和经营信息文化科正式停办[3]。
- 2012年 地区总合科学科招生最后、次年停止招生。

### 宪章
- 请参看别府大学短期大学部的标志 （页面存档备份，存于） （日語） 2014年1月19日阅览。

## 学校环境
- 别府校区：在大分县别府市
  - 初等教育科、食物营养科
- 大分校区：在大分县大分市：成立于1992年[1]
  - 地区总合科学科、保育科

## 历任校长
- 佐藤义诠：第一代短期大学校长[5]。

## 组织

### 学科
- 地区总合科学科[注 1]
- 初等教育科
- 食物营养科
- 保育科

### 前学科
- 经营信息文化科[注 2]
- 生活文化科[注 3]
- 食物营养科
- 初等教育科
- 英语沟通学科[注 2]
- 保育科

### 专科
| - 福利专攻 - 初等教育专攻 - 商经专攻 |

### 业余课程
| - 没有 |

## 知名校友

### 政治界
- 后藤博子：政治人物

## 相关链接
- 日本短期大学列表
- 别府大学